# Fotogramas de Plata 2012
La 63a cerimònia de lliurament dels Fotogramas de Plata 2012, lliurats per la revista espanyola especialitzada en cinema Fotogramas, va tenir lloc l'11 de març de 2013 a la discoteca Joy Eslava de Madrid. Fou presentada per Anabel Alonso.

## Candidatures

### Millor pel·lícula espanyola
| Pel·lícula | Director     | Resultat   |
| ---------- | ------------ | ---------- |
| Blancaneu  | Pablo Berger | Guanyadora |

### Millor pel·lícula estrangera
| Pel·lícula  | Director   | Resultat   |
| ----------- | ---------- | ---------- |
| Holy Motors | Leos Carax | Guanyadora |

### Tota una vida
| Intèrpret      | Resultat   |
| -------------- | ---------- |
| Gonzalo Suárez | Guanyadora |

### Millor actriu de cinema
| actriu          | Pel·lícula         | Resultat   |
| --------------- | ------------------ | ---------- |
| Maribel Verdú   | Blancaneu          | Guanyadora |
| Carmina Barrios | Carmina o revienta | Candidata  |
| Belén Rueda     | El cos             | Candidata  |

### Millor actor de cinema
| Actor               | Pel·lícula | Resultat  |
| ------------------- | ---------- | --------- |
| José Coronado       | El cos     | Candidat  |
| Mario Casas         | Grupo 7    | Guanyador |
| Antonio de la Torre | Grupo 7    | Candidat  |

### Millor actor de televisió
| Actor          | Sèrie de televisió  | Resultat  |
| -------------- | ------------------- | --------- |
| Raúl Arévalo   | Con el culo al aire | Candidat  |
| Àlex Monner    | Polseres vermelles  | Guanyador |
| Rodolfo Sancho | Isabel              | Candidat  |

### Millor actriu de televisió
| Actriu          | Sèrie de televisió         | Resultat   |
| --------------- | -------------------------- | ---------- |
| Michelle Jenner | Isabel                     | Guanyadora |
| María Bouzas    | El secreto de Puente Viejo | Candidata  |
| Concha Velasco  | Gran Hotel                 | Candidata  |

### Millor actriu de teatre
| Actriu          | Muntatge                      | Resultat   |
| --------------- | ----------------------------- | ---------- |
| Blanca Portillo | La vida es sueño              | Guanyadora |
| Clara Segura    | Incendis                      | Candidata  |
| Carmen Machi    | ¿Quién teme a Virginia Woolf? | Candidata  |

### Millor actor de teatre
| Actor/Companyia  | Muntatge                         | Resultat  |
| ---------------- | -------------------------------- | --------- |
| Juan Diego Botto | Un trozo invisible de este mundo | Candidat  |
| José Sacristán   | Yo soy Don Quijote de la Mancha  | Guanyador |
| Pablo Carbonell  | Sin paga, nadie paga             | Candidat  |

### Intèrpret més buscat a www.fotogramas.es
| Intèrpret      | Resultat   |
| -------------- | ---------- |
| Elena Anaya    | Candidata  |
| Mario Casas    | Candidat   |
| María Valverde | Guanyadora |